# Jairo Guedes
Jairo Guendes Braga (ur. 25 listopada 1968 w Belo Horizonte), znany również jako Jairo "Tormentor" Guedz lub po prostu Jairo T. – brazylijski muzyk metalowy. 

## Życiorys
Urodził się 25 listopada 1968 w Belo Horizonte. Po poznaniu w Belo Horizonte braci Cavalera był gitarzystą prowadzącym Sepultury. Z zespołem wydał płytę EP Bestial Devastation (1985) oraz album pełny pt. Morbid Visions. Przy wydaniu pierwszego z tych wydawnictw nosił przydomek „Tormentor”. Następnie odszedł ze składu z przyczyn osobistych (sprawy rodzinne) oraz mając zamiar grać hard rocka (glam). Jednocześnie w 1987 wprowadził do grupy swojego następcę, Andreasa Kissera. 
Później występował w innych brazylijskich zespołach metalowych. Najpierw założył The Mist, w którym grał do 1997. Następnie był gitarzystą rytmicznym Overdose, zaś w Eminence pełnił funkcję basisty. W 2005 wystąpił gościnnie na wydanym na DVD i CD koncercie Sepultury w São Paulo. W 2015 r. założył zespół The Southern Blacklist. W 2020 roku założył The Troops of Doom które stylistycznie nawiązuje do początków Sepultury i zaczerpnęło swoją nazwę z jednego z utworów z pierwszej płyty Sepultury. 
Ma dwóch synów - Igora i Érico. Zamieszkał w Belo Horizonte.

## Dyskografia
- Sepultura
  - Bestial Devastation (1985)
  - Morbid Visions (1986)
- The Mist
  - Phantasmagoria (1989)
  - The Hangman Tree (1991)
  - Ashes to Ashes, Dust to Dust (1993)
  - Gotteverlassen (1996)
- Eminence
  - Chaotic System (1999)
  - Humanology (2004)
- The Troops of Doom
  - Antichrist Reborn (2022)